# Tomoji Tanabe
Tomoji Tanabe (田鍋友時, Tanabe Tomoji, 18 de setembro de 1895 – 19 de junho de 2009) foi o homem mais velho do Japão desde 12 de junho de 2006, após o falecimento de Nijirō Tokuda. Com o falecimento de Emiliano Mercado del Toro em 24 de janeiro de 2007, converteu-se no homem mais velho do mundo. O recorde é reconhecido pelo  Livro Guinness de Recordes Mundiais.
Nasceu em Miyakonojō, na prefeitura de Miyazaki, e trabalhou como engenheiro civil para  o município. Teve oito filhos, 25 netos e 50 bisnetos.
Tomoji Tanabe faleceu em 19 de junho de 2009, aos 113 anos e 274 dias, em sua casa no sul que fica na ilha de Kyushu.

## O possível segredo da longevidade de Tomoji Tanabe
Segundo o próprio Tomoji, o segredo para a longevidade é não beber álcool. 
Tanabe alimentava-se principalmente de verduras, bebia leite todos os dias, e o seu prato preferido eram camarões fritos. Na velhice reduziu o consumo de alimentos com excesso de gordura.